# Afganistán en los Juegos Olímpicos de Roma 1960
Afganistán estuvo representado en los Juegos Olímpicos de Roma 1960 por un total de 12 deportistas masculinos que compitieron en 2 deportes.
El equipo olímpico afgano no obtuvo ninguna medalla en estos Juegos.